# Jaizkibel
Der Jaizkibel ist ein Bergmassiv, das sich in Spanien in der Autonomen Gemeinschaft Baskenland befindet. Er ist Teil der Pyrenäen und sein höchster Gipfel (Alleru) liegt auf 547 Metern. Nach dem Vixía da Herbeira bei A Coruña ist er das zweitgrößte Küstengebirge Spaniens. Aufgrund seiner strategisch wichtigen Lage wurden zahlreiche Befestigungen auf dem Massiv errichtet. Heute ist der Berg ein beliebtes Wandergebiet und liegt auf der Nordroute des Jakobswegs. Zu größerer Bekanntheit gelangte der Jaizkibel durch das Radrennen Clásica San Sebastián, bei dem er seit der Erstaustragung im Jahr 1981 überquert wird.

## Geographie
Der Jaizkibel liegt am Golf von Biskaya und ist somit ein Teil der nördlichen Ausläufer der Pyrenäen. Im Westen wird er durch den Oiartzun begrenzt, der anschließend in die Bucht von Pasaia mündet. Im Osten verläuft der Bidasoa, der die Grenze zwischen Spanien und Frankreich bildet. Weiters umgeben den Jaizkibel zahlreiche Städte wie Lezo, Errenteria, Irun und Hondarribia. Donostia-San Sebastián liegt ebenfalls nur fünf Kilometer von dem Bergmassiv entfernt.

## Verkehr

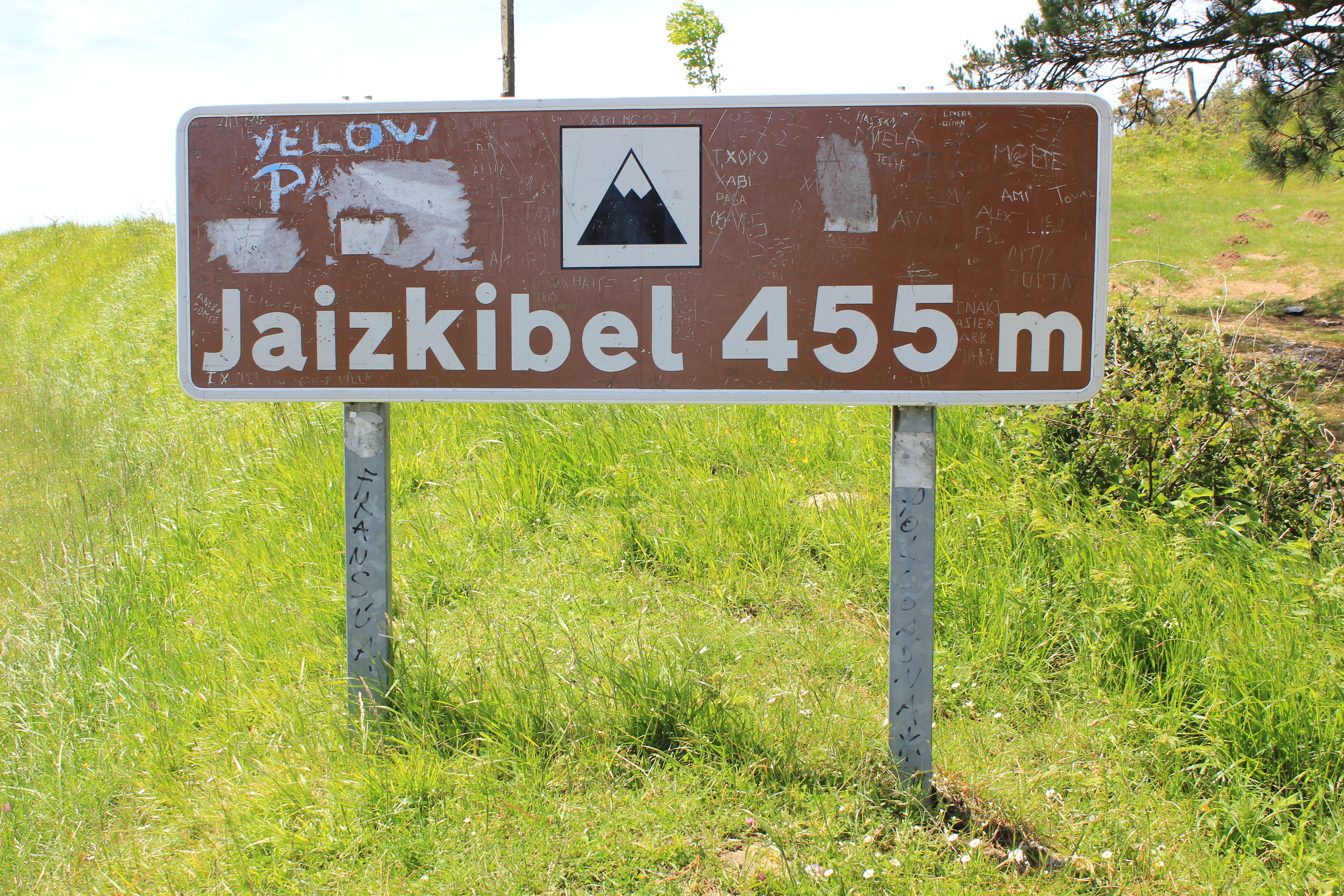
Höchster Punkt der Passstraße

Mit der GI-3440 führt eine gut ausgebaute Straße über den Jaizkibel. Diese verbindet Lezo im Osten mit Hondarribia im Westen und ist insgesamt rund 19 Kilometer lang. Am höchsten Punkt der Straße, zweigt eine kleine Nebenstraße ab, die zu dem höchsten Punkt des Bergmassivs führt.
Die Ostauffahrt von Lezo ist 8,1 Kilometer lang und weist eine durchschnittliche Steigung von 5,5 % auf. Auf den ersten drei Kilometern der Auffahrt sinkt die Steigung kaum unter 7 % und verläuft in dicht bewaldetem Gebiet, wobei drei Kehren befahren werden. Im Anschluss flacht die Straße für rund einen Kilometer ab, ehe sie erneut zu steigen beginnt und geradeaus in Richtung Passhöhe führt. Man verlässt das bewaldete Gebiet und erhält einen guten Ausblick auf den Golf von Biskaya. Die Steigung auf den letzten vier Kilometern sinkt nach und nach ab. Während sie zu Beginn erneut Steigungen von über 8 % erreicht, flacht sie auf dem letzten Kilometer auf rund 1 % ab. Die Westauffahrt von Hondarribia ist mit einer Länge von 8,5 Kilometern und einer Durchschnittsteigung von 5,3 % ähnlich gebaut wie die Ostauffahrt. Auf den ersten drei Kilometern ist sie ebenfalls kurvenreich und führt mit rund 5 % zum Santuario de Guadalupe. Hier flacht die Straße ab und führt für einen Kilometer leicht abfallend über mehrere Kurven. Im Anschluss beginnen die letzten vier Kilometer, die gerade in Richtung Westen verlaufen. Hier nimmt die Steigung deutlich zu und erreicht Kilometerschnitte von über 8 %. Wie auch die Westauffahrt, flacht die Ostauffahrt auf den letzten Kilometern ab, wobei die Steigung nie unter 5 % fällt.

## Radsport
Im Straßenradsport wurde der Jaizkibel in erster Linie durch die Clásica San Sebastián bekannt. Er war bereits im Jahr 1981 bei der Erstaustragung ein Teil des Eintagesrennens und bildete (ausgenommen 1997) bis ins Jahr 1999 den Schlussanstieg. Auch ab dem Jahr 2000 war der Jaizkibel das Herzstück der Strecke, obwohl mit dem Gurutze (bis 2007) und dem Arkale (bis 2013) kürzere Anstiege nach ihm befahren wurden. Bei der Clásica San Sebastián 2014 wurde mit dem der Alto de Murgil (damals Bordako Tontorra) ein neuer steiler Schlussanstieg eingeführt, der den Einfluss des Jaizkibel deutlich verringerte, da er zum ersten Mal seit dem Jahr 1997 mehr als 50 Kilometer vom Ziel entfernt überquert wurde. Durch die Befahrung des Erlaitz im Jahr 2019 nahm die Bedeutung des Jaizkibel bei der Clásica San Sebastián weiter ab, obwohl er bis heute der bekannteste Anstieg des Rennens ist.
Neben der Clásica San Sebastián wurde der Jaizkibel auch bei der Baskenland-Rundfahrt befahren. Zudem war der Teil des Frauenrennens der Clásica San Sebastián und der Itzulia Women.
Vuelta a España
Die Vuelta a España führte bislang sechsmal über den Jaizkibel. Die Erstbefahrung erfolgte bei der 10. Austragung im Jahr 1955 die von der baskische Zeitschrift El Correo - El Pueblo Vasco veranstaltet wurde. Damals führte die 2. Etappe von San Sebastián nach Bayonne über die Westauffahrt, die als Anstieg der 1. Kategorie klassifiziert wurde. Mit Federico Bahamontes sicherte sich ein Spanier die Bergwertung. Zwei Jahre später wurde die Etappe in umgekehrter Richtung am vorletzten Tag der Rundfahrt absolviert, wodurch die Fahrer erstmals die Ostauffahrt in Angriff nahmen. Erneut gewann Federico Bahamontes die Bergwertung, die diesmal als Anstieg der 2. Kategorie bewertet wurde. In den nachfolgenden Jahren war die Westauffahrt des Jaizkibel (1. Kategorie) ein Fixpunkt der Spanien-Rundfahrt, wobei er in den Jahren 1959 und 1960 erstmals als Schlussanstieg einer Etappe genutzt wurde. Die bislang letzte Überquerung fand im Jahr 1963 auf der 8. Etappe statt, die von Tolosa nach Pamplona führte.
| Jahr | Etappe     | Bergwertung  | Erster am Gipfel          | Auffahrt |
| ---- | ---------- | ------------ | ------------------------- | -------- |
| 1955 | 02. Etappe | 1. Kategorie | Federico Bahamontes       | West     |
| 1957 | 15. Etappe | 2. Kategorie | Federico Bahamontes       | Ost      |
| 1958 | 02. Etappe | 1. Kategorie | José Firmino              | West     |
| 1959 | 12. Etappe | 1. Kategorie | José Carlos Sousa Cardoso | West     |
| 1960 | 13. Etappe | 1. Kategorie | Federico Bahamontes       | West     |
| 1963 | 08. Etappe | 1. Kategorie | Antonio Karmany           | West     |

Tour de France
Bei der Tour de France, dem größten Radrennen der Welt, wurde der Jaizkibel bereits dreimal überquert. Die Erstbefahrung erfolgte im Jahr 1977 als die Frankreich-Rundfahrt auf der 4. Etappe von Vitoria-Gasteiz nach Seignosse-le-Penon führte. Mit Jean-Pierre Danguillaume sicherte sich ein Franzose auf der Passhöhe die Bergwertung der 2. Kategorie. Wie bei der Clásica San Sebastián wurde die Westseite des Berges befahren. Als die Tour de France 1992 in San Sebastián gestartet wurde, führte die 1. Etappe über den Jaizkibel. Die Organisation wählte erneut die Westauffahrt, auf der eine Bergwertung der 2. Kategorie abgenommen wurde. Im Anschluss mussten jedoch mehr als 40 Kilometer absolviert werden, ehe die Etappe in San Sebastián zu Ende ging.
Bei der Tour de France 2023 wurde der Jaizkibel auf der 2. Etappe zum ersten Mal von der Ostseite befahren. Die Zielankunft befand sich nach der Abfahrt im nahe gelegenen San Sebastián.
| Jahr | Etappe    | Bergwertung  | Erster am Gipfel         | Auffahrt |
| ---- | --------- | ------------ | ------------------------ | -------- |
| 1977 | 4. Etappe | 2. Kategorie | Jean-Pierre Danguillaume | West     |
| 1992 | 1. Etappe | 2. Kategorie | Franco Chioccioli        | West     |
| 2023 | 2. Etappe | 2. Kategorie | Tadej Pogačar            | Ost      |